# Siri Dahlquist
Sigrid (Siri) Hedvig Naëmi Dahlquist, född  Jonsson, född 14 mars 1889 i Bromma, död 22 januari 1966 i Uppsala, var en svensk psalmförfattare.

## Biografi
Dahlquist, som var dotter till folkskolläraren Per Jonsson (1861–1936) och Hedvig Maria Lind (1863–1933), var sedan 1913 gift med Gunnar Dahlquist och fick med honom bland annat sönerna Thorild Dahlquist och Germund Dahlquist.
Siri Dahlquist blev efter studentexamen vid Wallinska skolan i Stockholm 1907 en av Sveriges första kvinnliga teologer. År 1913 blev hon, efter Emilia Fogelklou, den andra kvinnan som tog teol.kand.-examen. Som student var hon aktiv i ungkyrkorörelsen. Idag är hon mest känd som psalmförfattare och är representerad i inte bara psalmboken utan också i en rad frikyrkliga och ideella sångsamlingar. Som lyriker publicerade hon sig ofta i tidningar och tidskrifter och utgav en rad böcker. 
Åren 1912–1913 var hon kristendomslärare i Stockholms flickskolor och 1915–1917 redaktör för tidskriften Sveriges barn. När hon gifte sig med en präst såg hon som sin kallelse att bli prästfru på heltid. Som sådan arbetade hon i Degerfors och Tranås. När hennes make blev missionsdirektor blev missionen det sammanhang där hon kom att verka. I 35 år tillhörde hon centralstyrelsen för Svenska kvinnors missionsförening (idag Kvinnor för mission). Hon var en flitig författare kring missionsteologiska frågor.  Från 1930-talet var hon engagerad i Oxfordgrupprörelsen, senare Moralisk upprustning och kom från den posititionen att påverka Svenska kyrkans modernisering av konfirmandarbetet. I 14 år var hon sekreterare i Stiftelsen för Sverige och kristen tro, där hon stod i kontinuerlig kontakt med kyrkoförsamlingar över hela landet.

## Psalmer
- Den kärlek du till världen bar, översättning 1924 och bearbetning 1936 av George Robsons text från år 1900. I (Herren Lever 1977 nr 861)
- Gode Fader, i din vård, i Nya psalmer 1921, psalm 619 verserna 2-6. Första versen till denna psalm Gud som haver barnen kär har okänd svensk författare.
- Låt nya tankar tolka Kristi bud
- Verka, tills natten kommer, i Nya psalmer 1921, psalm nr 612 och medtagen i 1937 års psalmbok som psalm nr 416. Siri Dahlquists text är en översättning av Annie Coghills engelska text från 1854.